# Silstedt
Silstedt ist ein Ortsteil der Stadt Wernigerode im Landkreis Harz in Sachsen-Anhalt.

## Geografische Lage
Silstedt liegt etwa 5 Kilometer nordöstlich des Stadtzentrums von Wernigerode am Nordrand des Harzes in der nach Norden offenen Ebene. Durch den Ort führt die Landesstraße L 82 von Wernigerode nach Derenburg, weitere Verbindungsstraßen existieren nach Minsleben und Benzingerode. Südlich des Ortes führt die Bundesstraße 6 vorbei, die über die Auffahrt Wernigerode-Zentrum zu erreichen ist. Der Fluss Holtemme fließt in nordöstlicher Richtung an dem Ort vorbei.

## Geschichte
2022 wurde der Radweg nach Derenburg gebaut. In der Trasse wurde eine Siedlung und ein germanisches Gräberfeld aus der Eisenzeit entdeckt. 

### Ortsgründung
In einer Schenkungsurkunde vom 12. November 995 wurde Silzestedi von König Otto III. an das Bistum Meißen geschenkt und der Ort das erste Mal urkundlich erwähnt.
Einst gab es hier ein Geschlecht derer von Silstedt. Aus alten Urkunden sind 7 Männer dieses Geschlechtes bekannt. Die Gebrüder Konrad und Wichard von Silstedt (1136) als Zeugen einer Schenkung an das Pauls Stift in Halberstadt, Gieselbrecht von Silstedt (11. Oktober 1141) als Zeuge eines Landkaufs von Drübeck an Grönigen, Henning von Silstedt (1300–1340), Jordan von Silstedt und sein Sohn Hans erklärten sich dem Rate zu Goslar gegenüber zur Herausgabe eines Gefangenen bereit (1347). Und der Domvikar zu Halberstadt, Bernhart von Silstedt, welcher als letzter seines Hauses 1396 verstarb.

### Eingemeindung
Am 1. April 1993 erfolgte die Eingemeindung des Ortes. Silstedt wurde damit ein Ortsteil der Stadt Wernigerode. Dieser Vorgang erfolgte zeitgleich mit der Eingemeindung der Nachbarorte Benzingerode und Minsleben. Die Umstrukturierung sollte die wirtschaftliche und infrastrukturelle Entwicklung der Ortschaften nachhaltig begünstigen. Dass die Strukturmaßnahmen erfolgreich waren, wurde zum 20-jährigen Jubiläum der Eingemeindung öffentlich gewürdigt.

### Einwohnerentwicklung
| Jahr          | 1579 | 1725 | 1741 | 1750 | 1773 | 1808 | 1826 | 1840 | 1857 | 1882 | 1901 | 1911 | 1933 | 1939 | 1957 | 2008 | 2011  |
| Einwohnerzahl | 344  | 486  | 511  | 490  | 514  | 662  | 680  | 774  | 830  | 980  | 1010 | 1056 | 1096 | 1124 | 1463 | 1100 | 1000  |
| Quelle        |      |      |      |      |      |      |      |      |      |      |      |      |      |      |      |      | [ 1 ] |

## Kultur und Sehenswertes

### Museum
Auf dem Museumshof Ernst Koch, einem alten Bauernhof aus dem 17. Jahrhundert, wird das Leben und Arbeiten auf dem Lande im Harz vorgestellt. Zahlreiche Dauerausstellungen zeigen anhand von Dokumenten, Fotografien und alltäglichen Gebrauchsgegenständen die landwirtschaftliche Entwicklung der Region. Der historische Bauernhof wurde 1995 anlässlich der Tausendjahrfeier des Ortes als Museum eröffnet.

### Plan
Am Plan oder nur Plan wird der am Museumshof Ernst-Koch gelegene Platz genannt, der als Zentrum des Ortes gilt.

### Kirche

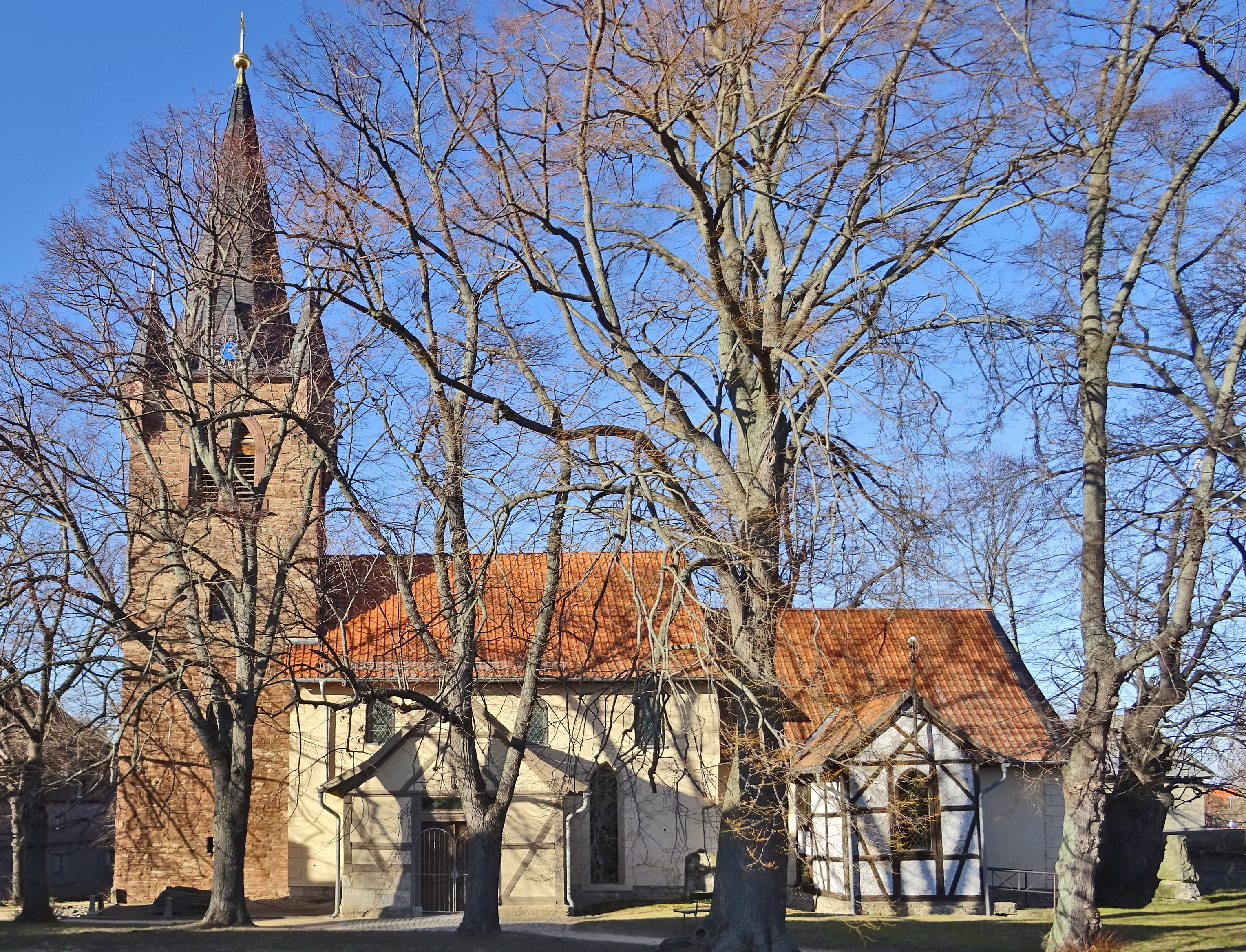
St. Nikolai

Die Dorfkirche St. Nikolai ist das älteste Bauwerk des Dorfes. Sie ist dem Heiligen Nikolaus von Myra geweiht und die Gründung datiert in die Zeit Kaiser Otto III. 990–1002. Ein schwerer Turm mit den fast 2 m dicken Mauern und schmalen Schießscharten ähnlichen Fenster zeugen von einer alten Bauweise. Die beiden Glocken sind von 2008 und 1951. In den Jahren 1681–89 wurde auf die Mauern des Schiffes und des Chores ein Stück aufgemauert, damit bekam der Innenraum der Kirche, die bis heute verbliebene Form. 1703 wurde eine neue Orgel eingeweiht. Etwa 20 Jahre später 1716 erfolgte eine neue Umgestaltung des Kircheninneren. Die Kanzel wurde von ihrer alten Stelle entfernt und mit dem Altar zusammengezogen. Der alte Taufstein vom Chor musste weichen und Bänken Platz machen. Ein Taufengel, den man an einem starken Seil nach Bedarf hochziehen konnte, schwebte senkrecht unter dem Kruzifix.

### Naturdenkmal
Die Krönungslinde (⊙) wurde 1701 anlässlich der Krönung Friedrichs III. zum preußischen König gepflanzt und ist seit 1934 ein Naturdenkmal. Die Krönungslinde wurde aber erst 1866 samt Hügel (Standort), mit Brennholzwert an die Gemeinde verkauft. Davor gehörte sie mit zum Gut Silstedt. Der Verkäufer war Hermann Hagen, welcher das Gut vom Rittmeister Weidemann erworben hatte. 20 Taler bezahlte die Gemeinde und 40 seine Durchlaucht Graf Otto.
Alte Linden: Auf Befehl Friedrich Wilhelm I. wurde 1719 der ganze Kirchhof mit Maulbeerbäumen bepflanzt, weil hier die Seidenraupenzucht eingeführt werden sollte. Der Versuch missglückte, die Maulbeeren gingen ein. Erhalten sind jedoch zwei Linden, die man 1722 an die Ostfront der Kirche setzte.

## Wirtschaft und Infrastruktur
Im Ortsteil Silstedt gibt mehrere Kleinbetriebe und Geschäfte, eine Grundschule, eine tageweise besetzte Arztpraxis sowie die Freiwillige Feuerwehr. Silstedt beherbergt, die an der Holtemme gelegene, Kläranlage sowie den Geschäftssitz des Wasser- und Abwasserverbandes Holtemme-Bode.

## Persönlichkeiten
- Henning Calvör (1685/86–1766), Theologe, Lehrer und Gelehrter im Bereich der Bergbautechnik und Mechanik
- Werner Hartmann (1902–1963), Marineoffizier und U-Bootskommandant, Sohn des Pfarrers Albert Hartmann
- Ernst Alwin Koch (1905–2000), Landwirt und Namensgeber für den Museumshof „Ernst Koch“ Silstedt[11]